# Phytoseius bandipurensis
Phytoseius bandipurensis är en spindeldjursart som beskrevs av Gupta 1980. Phytoseius bandipurensis ingår i släktet Phytoseius och familjen Phytoseiidae. Inga underarter finns listade i Catalogue of Life.